# Азиз Йълдъръм
Азиз Йълдъръм (на турски: Aziz Yıldırım) е турски предприемач, 52-ри президент на един от най-големите футболни клубове в Турция — Фенербахче. Понастоящем изпълнява петия си двугодишен мандат начело на клуба. По образование е строителен инженер.